# غاري جيرمين
غاري جيرمين (بالإنجليزية: Gary Germaine)‏ (2 أغسطس 1976 ببرمنغهام في المملكة المتحدة - ) هو لاعب كرة قدم بريطاني في مركز حراسة المرمى. شارك مع منتخب اسكتلندا تحت 21 سنة لكرة القدم. أما مع النوادي، فقد لعب مع سكونثورب يونايتد وشروزبري تاون ووست بروميتش ألبيون ونادي تلفورد يونايتد.

## وصلات خارجية
- غاري جيرمين على موقع Soccerbase.com (لاعب) (الإنجليزية)